# Dehaq
Dehaq (farsi دهق) è una città dello shahrestān di Najafabad, circoscrizione di Mehrdasht, nella Provincia di Esfahan. Aveva, nel 2006, una popolazione di 7.828 abitanti.